# Roberto Roberti
Pour les articles homonymes, voir Roberti et Leone.
Vincenzo Leone, plus connu sous le nom de scène de Roberto Roberti, né le 5 août 1879 à Torella dei Lombardi, en Campanie et mort le 9 janvier 1959  dans cette même ville, est un acteur, réalisateur et scénariste italien. Il est le père de Sergio Leone.

## Biographie
Originaire de la région de l'Irpinia, une zone montagneuse du sud de l'Italie, dans la province d'Avellino, en Campanie, Vincenzo Leone naît à Torella dei Lombardi, dans une riche famille de propriétaires terriens de la région. Il étudie au collège des Salésiens à Cava dei Tirreni, puis s'inscrit à l'université de Naples, où il obtient un diplôme en droit. Pendant ses études à l'université, il commence à s'intéresser au théâtre et se produit dans une compagnie de théâtre amateur. À Naples, il rencontre l'écrivain Edoardo Scarfoglio , qui l'introduit dans les milieux « branchés » de la cité parthénopéenne, en lui faisant connaître notamment Matilde Serao, Roberto Bracco et Salvatore Di Giacomo
En 1905, il entre dans la compagnie théâtrale Talli-Gramatica-Calabresi, et prend le nom de scène de Roberto Roberti, imitant en cela le célèbre acteur de théâtre Ruggero Ruggeri. En 1911 il a un premier contact avec le cinéma, quand il est embauché par la société de production Aquila Films de Turin, et fait ses débuts comme acteur dans le film La Rafale (La bufera) d'Alberto Carlo Lolli. L'année suivante, il se produit à nouveau au théâtre dans des rôles de « jeune premier » dans la compagnie dirigée par Ferruccio Garavaglia (it), mais après la mort de ce dernier, il revient travailler pour Aquila Films, qui l'engage comme directeur artistique et réalisateur.
Pionnier du cinéma italien, Roberto Roberti a essentiellement tourné dans les années 1910-1920, s'attachant à séduire un public populaire, en passant du mélodrame au film historique. Il est réduit au chômage du fait de son opposition au fascisme. Il réalise le premier western italien, La Vampire indienne en 1913, dans lequel son épouse, l'actrice Bice Waleran (Edwige Valcarenghi de son vrai nom) qui est également la mère de Sergio Leone, tient le premier rôle féminin (l'Indienne),. 
Par la suite, président des réalisateurs italiens, il réalise de nombreux films avec l'actrice Francesca Bertini et fait débuter l'acteur Lido Manetti. Il est le père de Sergio Leone.
Il meurt le 9 janvier 1959, à l'âge de 79 ans, dans sa ville natale, en Campanie, où il s'était retiré.

## Filmographie partielle

### Comme réalisateur
- 1912 : La Comtesse Lara
- 1913 : La Tour de l'expiation
- 1913 : La Prison d'acier
- 1913 : Il suicida N. 359
- 1913 : Le Feu de la rédemption
- 1913 : La Foudre
- 1913 : Sa Majesté le sang (Sua Maestà il sangue)
- 1913 : La Boule de cristal
- 1913 : La Dernière Victime
- 1913 : Le Mystère du pont Saint-Martin
- 1913 : La Vampire indienne
- 1913 : La Regina dell'Oro
- 1914 : Il barcaiolo del Danubio
- 1914 : L'istrione
- 1914 : La principessina di Bedford
- 1914 : Il dramma del colle di Guis
- 1914 : Il bandito di Port-Aven
- 1914 : Il martirio di Juccy
- 1915 : Medusa
- 1915 : La pellegrina della terra
- 1916 : La donna dei sogni
- 1916 : La fiaccola eterna
- 1916 : Passa l'amore
- 1916 : La peccatrice
- 1916 : La madre
- 1916 : Tenebre
- 1916 : La fiamma bianca
- 1916 : Meteora
- 1917 : Voragine
- 1917 : La preda
- 1917 : La Cavalcata dei sogni
- 1917 : Chimera
- 1917 : La piccola fonte
- 1917 : La dominatrice
- 1918 : Eugenia Grandet
- 1918 : Maciste détective (Maciste poliziotto)
- 1918 : La paura di amare
- 1919 : Marion
- 1919 : Il conquistatore del mondo
- 1919 : La corsa al trono
- 1919 : Dora o Le spie
- 1919 : Anima allegra
- 1919 : La Contessa Sara
- 1919 : La sfinge
- 1920 : Amore di donna
- 1920 : L'ombra
- 1920 : L'ultimo sogno
- 1920 : La ferita
- 1920 : La principessa Giorgio
- 1920 : La serpe
- 1920 : Lisa Fleuron
- 1920 : Maddalena Ferat
- 1920 : Marion, artista di caffè-concerto
- 1921 : La fanciulla d'Amalfi
- 1922 : La Blessure
- 1922 : La donna nuda
- 1925 : Consuelita
- 1925 : Fior di levante
- 1925 : Fra' Diavolo
- 1925 : La giovinezza del diavolo
- 1926 : Napoli che canta
- 1930 : Assunta Spina
- 1939 : Il socio invisibile
- 1941 : La bocca sulla strada
- 1952 : Il folle di Marechiaro

### Comme acteur
- 1911 : La Rafale (La bufera) d'Alberto Carlo Lolli
- 1912 : Un Rêve (Un sogno!)
- 1912 : La Comtesse Lara de Roberto Roberti
- 1913 : La Tour de l'expiation de Roberto Roberti
- 1913 : La Prison d'acier de Roberto Roberti
- 1913 : Il suicida N. 359 de Roberto Roberti
- 1913 : Le Feu de la rédemption de Roberto Roberti
- 1913 : La Foudre de Roberto Roberti
- 1913 : Sa Majesté le mang de Roberto Roberti
- 1913 : La Boule de cristal de Roberto Roberti